# Thelyphonus insulanus
Espèce
Thelyphonus insulanus est une espèce d'uropyges de la famille des Thelyphonidae.

## Distribution
Cette espèce se rencontre aux Fidji et au Vanuatu.

## Publication originale
- Keyserling, 1885 : Die Arachniden Australiens. vol. 2, p. 1-86 (texte intégral).